# Mobi Oparaku
Mobi Patrick Oparaku (* 1. Dezember 1976 in Owerri) ist ein ehemaliger nigerianischer Fußballspieler, der auf der Position des Verteidigers spielte. Er nahm an den Olympischen Spielen 1996 in Atlanta teil.

## Vereinskarriere
Oparaku begann 1993 seine Karriere bei Iwuanyanwu Nationale und erspielte sich in seiner ersten Saison einen Stammplatz in der Kampfmannschaft. Mit seiner Hilfe wurde Iwuyanyanwu nigerianischer Meister. In der afrikanischen Champions League erreichte er mit seiner Mannschaft das Halbfinale. Das Jahr 1995 war nicht erfolgreich für seinen Klub, obwohl er der beste seiner Mannschaft war.
Ende des Jahres 1995 bekam er ein Angebot des RSC Anderlecht. Da er sich bei Anderlecht nicht durchsetzen konnte, wechselte er in der Mitte der Saison zu KV Turnhout in die zweite Liga. Er konnte zwar zwei Tore erzielen, aber das verhalf Turnhout nicht zum Aufstieg. Er wechselte zu Royal Capellen FC, konnte hier aber den Abstieg in die dritte Division nicht verhindern.
Im Jahr 2000 ging er in die USA. Er spielte bei den El Paso Patriots und den Connecticut Wolves in der USL Second Division. 2001 ging er nach Jamaika und schloss sich Rivoli United in der zweiten Liga an. Mit seiner Hilfe stieg Rivoli in die Premier League auf. Nach Rückschlägen durch Verletzungen beschloss er, seine Karriere zu beenden.
In seine Heimat zurückgekehrt unterschrieb er 2005 einen Vertrag bei Gateway FC. Endgültig beendete er dann seine Karriere bei Enyimba International FC.

## Internationale Karriere
Oparaku begann seine internationale Karriere in der nigerianischen U-17-Nationalmannschaft bei der FIFA U-17-Weltmeisterschaft 1993 in Japan. Nigeria gewann mit ihm das Turnier. Bei den Olympischen Spielen 1996 in Atlanta war maßgeblich am Turniersieg beteiligt.
Nach den Olympischen Spielen wurde er in die Nationalmannschaft berufen. Bei der Weltmeisterschaft 1998 in Frankreich kam er für den verletzten Jero Shakpoke in den Kader. Er hatte aber nur einen kurzen Einsatz.

## Erfolge
- Olympiasieger: 1996
- FIFA-Weltmeisterschaft U-17: 1. Platz 1993
- Nigerianischer Meister: 1995, 2009/10
- Nigerianischer Cup: 2008/09